# Deuske
Der Deuske, auch Deusken, war ein niederländisches Gewichts- und Münzmaß auf der Mark basierend. Ein Troy-Pfund waren zwei Mark. Diese Mark wurde in 8 Unzen zu 20 Engels oder 5120 Asen geteilt. Das Maß galt bis 1821.
- 1 Deuske = 2 Asen = 1/16 Engel = 96,1265 Milligramm
- 1 Troyske = 2 Deusken